# Droga magistralna A12 (Łotwa)
Droga magistralna A12 (łot. Autoceļš A12 (Latvija)) – łotewska droga magistralna długości 166,20 km. Przebiega od miasta  Jēkabpils i biegnie na wschód do granicy rosyjskiej, gdzie łączy się z rosyjską drogą magistralną M9 w kierunku Moskwy. W całości w ciągu trasy europejskiej E22. W okolicach miasta Rzeżyca – E262.